# Guatteria insignis
Guatteria insignis är en kirimojaväxtart som beskrevs av Robert Elias Fries. Guatteria insignis ingår i släktet Guatteria och familjen kirimojaväxter. IUCN kategoriserar arten globalt som otillräckligt studerad. Inga underarter finns listade i Catalogue of Life.